# Дистракционный остеогенез

Дистракционный остеогенез (остеогенез отвлечения) — хирургический процесс, используемый для восстановления скелетных деформаций и удлинения длинных костей тела.
Кортикотомия используется для разделения кости на два сегмента, и две оконечности кости концы кости постепенно раздвигаются на этапе дистракции, позволяя образование новой кости в зазоре. Кортикотомия — это пересечение лишь поверхностной наиболее прочной части кости. Она не позволяет повредить остеогенные клетки, которые отвечают за образование новой костной ткани — регенерата. При достижении желаемой или максимальной длины, следует этап консолидации, в котором происходит процесс заживления кости. Дистракционный остеогенез имеет преимущество в одновременном увеличении длины костей и объема окружающих мягких тканей.
Хотя эта технология используется, главным образом, в области ортопедии, первые результаты исследований на лабораторных крысах и у человека показали, что этот процесс может быть применен для коррекции деформаций в челюсти. Эти методы в настоящее время широко используется в челюстно-лицевой хирургии для коррекции микрогнатии, средней зоны лица и лобно-орбитальной гипоплазии у больных с черепно-лицевыми деформациями.
В зарубежной и уже в отечественной литературе (Латынин А. В., 2004) для обозначения этого метода лечения употребляется понятие «дистракционный остеогенез». Однако, по нашему мнению, это совершено неверно, так как устранение различных недоразвитий и дефектов костей осуществляется только с помощью хирургического метода. В энциклопедическом словаре медицинских терминов (1998) слово остеосинтез означает — хирургический метод соединения костных отломков и устранение их подвижности с помощью фиксирующих приспособлений, а остеогенез характеризуется как процесс образования костной ткани. Становится понятным, что хирургический метод в данном случае —это компрессионно-дистракционный остеосинтез, с помощью которого осуществляется процесс формирования новой кости или другими словами — остеогенез. Кроме того, изучив отечественную и зарубежную литературу, мы нигде не встретили чёткого понятия, что же такое компрессионно-дистракционный остеосинтез. По нашему мнению КДО — это хирургический метод соединения костных фрагментов после остеотомии и устранение их подвижности с помощью компрессионно-дистракционных аппаратов, а также воздействие на костные фрагменты, регенерат, мягкие ткани механических факторов: компрессии и дистракции при сохраненной функции, что обеспечивает активные процессы остеогенеза, гистогенеза и ангиогенеза.